# Glossopsitta
A Glossopsitta a madarak osztályának papagájalakúak (Psittaciformes) rendjébe és a szakállaspapagáj-félék (Psittaculidae) családjába, azon belül a lóriformák (Loriinae) alcsaládjába tartozó nem.

## Rendszerezés
A Glossopsitta nembe jelenleg egyetlen faj tartozik:
- Pézsmalóri (Glossopsitta concinna)

Átsorolva a Parvipsitta nembe - 2 faj
- Bíborsapkás törpelóri (Parvipsitta porphyrocephala), korábban bíborfejű lóri (Glossopsitta porphyrocephala)
- Pirosarcú törpelóri (Parvipsitta pusilla), korábban törpe pézsmalóri (Glossopsitta pusilla)